# José Gayá
José Luis Gayà (født 25. maj 1995 i Pedreguer) er en spansk fodboldspiller der spiller for den spanske klub Valencia C.F.